# Mettavolution
| Críticas profissionais | Críticas profissionais |
| Avaliações da crítica  | Avaliações da crítica  |
| Fonte                  | Avaliação              |
| ---------------------- | ---------------------- |
| Allmusic               | [ 1 ]                  |
| Metacritic             | 73/100                 |
| Pitchfork Media        | 7.1/10                 |

Mettavolution é o sexto álbum de estúdio (o nono da carreira) da dupla de violonistas mexicanos Rodrigo y Gabriela, que foi lançado no dia 26 de Abril de 2019.
Em 2020, o álbum foi agraciado com um Grammy Awards na categoria "Best Contemporary Instrumental Album".

## Faixas
Todas as faixas compostas por Rodrigo Sanchez e Gabriela Quintero, exceto "Echoes", por Roger Waters, David Gilmour, Rick Wright e Nick Mason.
| N.º            | Título                         | Compositor(es)                                          | Duração |  |
| 1.             | "Mettavolution"                |                                                         | 4:04    |  |
| 2.             | "Terracentric"                 |                                                         | 3:33    |  |
| 3.             | "Cumbé"                        |                                                         | 3:19    |  |
| 4.             | "Electric Soul"                |                                                         | 3:59    |  |
| 5.             | "Krotona Days"                 |                                                         | 4:20    |  |
| 6.             | "Witness Tree"                 |                                                         | 3:02    |  |
| 7.             | "Echoes (cover do Pink Floyd)" | David Gilmour, Nick Mason, Roger Waters, Richard Wright | 18:58   |  |
| Duração total: | Duração total:                 | Duração total:                                          | 41:11   |  |

## Créditos Musicais
- Gabriela Quintero - Violão, Palmas
- Rodrigo Sanchez - Violão, Baixo (Violão), Palmas
- Dave Sardy - Baixo, Palmas, teclados Agitador, Sintetizador, Tamborim, Vibrafone, Wurlitzer Percussão com as mãos, Percussão com a boca, Mixagem, Produção, Agitador, Sintetizador, Tamborim, Vibrafone, Wurlitzer
- Claudia Sarne	- Piano

## Desempenho nas Paradas Musicais
| Ano  | Álbum         | Desempenho nas Paradas Musicais | Desempenho nas Paradas Musicais | Desempenho nas Paradas Musicais | Desempenho nas Paradas Musicais | Desempenho nas Paradas Musicais | Desempenho nas Paradas Musicais | Desempenho nas Paradas Musicais | Desempenho nas Paradas Musicais | Desempenho nas Paradas Musicais | Desempenho nas Paradas Musicais | Desempenho nas Paradas Musicais | Desempenho nas Paradas Musicais | Desempenho nas Paradas Musicais | Desempenho nas Paradas Musicais |
| Ano  | Álbum         | Ultratop (Vl)                   | Ultratop (Wa)                   | SNEP                            | Irish Albums Chart              | Dutch Albums Chart              | Schweizer Hitparade             | UK Albums Chart                 | Billboard 200                   | Top World Music Albums          | Top Independent Albums          | Top Heatseekers                 | Top Internet Albums             | Top Rock Albums                 | Top Digital Albums              |
| ---- | ------------- | ------------------------------- | ------------------------------- | ------------------------------- | ------------------------------- | ------------------------------- | ------------------------------- | ------------------------------- | ------------------------------- | ------------------------------- | ------------------------------- | ------------------------------- | ------------------------------- | ------------------------------- | ------------------------------- |
| 2019 | Mettavolution | 199                             | 157                             | 79                              | —                               | 73                              | 95                              | 46                              | 71                              | 2                               | 4                               | —                               | —                               | 7                               | —                               |

## prêmios e Indicações
| Ano  | Prêmio        | Categoria                            | Resultado | Ref.  |
| ---- | ------------- | ------------------------------------ | --------- | ----- |
| 2020 | Grammy Awards | Best Contemporary Instrumental Album | Venceu    | [ 5 ] |